# Morten Thorsby
Morten Thorsby (Oslo, 5 maggio 1996) è un calciatore norvegese, centrocampista del Genoa e della nazionale norvegese.

## Biografia
Thorsby si è distinto per il suo impegno nel campo della tutela dell'ambiente: in seguito a un incontro con Sergio Costa (allora Ministro dell'ambiente del Governo italiano) nel 2020, nella primavera dell'anno successivo il giocatore ha fondato la fondazione no-profit "We Play Green", ideata allo scopo di condurre delle campagne di sensibilizzazione sulla preservazione della natura mirate agli appassionati di calcio di tutto il mondo. Anche in seguito a questo progetto, nel novembre del 2021 il centrocampista norvegese ha ricevuto il premio "Player Activism", assegnato ogni anno dalla FIFPRO al giocatore (o alla giocatrice) di maggior impatto sociale.
Il 6 giugno del 2022 Thorsby ha partecipato da remoto al "Green&Blue Festival", altra iniziativa legata ai temi dell'ecosostenibilità, organizzata a Milano dal gruppo GEDI.
È solito indossare la maglia numero 2, poiché tanti sono i gradi di aumento della temperatura media terrestre che, mediante l'Accordo di Parigi, è bene non superare nei prossimi anni, al fine di impedire l'irreversibilità dei danni al clima.
Inoltre Thorsby è vegano, il centrocampista ha ripetutamente dichiarato di aver fatto questa scelta per motivi etici.

## Caratteristiche tecniche
Di ruolo centrocampista centrale, all'Heerenveen è stato impiegato come trequartista o mezzala, mentre alla Sampdoria (oltre che da interno di centrocampo) ha giocato pure da esterno di centrocampo e da terzino. Si distingue per l'impegno, i chilometri percorsi e i contrasti che vince durante le partite, oltre a essere un ottimo colpitore di testa.

## Carriera

### Club

#### Gli inizi
Thorsby ha giocato con la maglia dell'Heming fino al 2009, per poi entrare nelle giovanili del Lyn nel 2010. Nel 2012, è entrato a far parte del settore giovanile dello Stabæk.

#### Stabæk
Thorsby ha debuttato con la maglia dello Stabæk il 9 giugno 2013, subentrando ad Anders Trondsen nel successo casalingo per 4-1 sul Ranheim. Il club, all'epoca militante nella 1. divisjon, ha conquistato la promozione nell'Eliteserien nello stesso campionato.
Thorsby ha esordito così nella massima divisione norvegese in data 13 aprile 2014, in occasione della sconfitta casalinga per 0-2 contro il Molde: ha sostituito Michael Stephens nel corso del secondo tempo. L'8 maggio ha realizzato la prima rete in squadra, nel successo per 1-2 sul campo del Raufoss, in una sfida valida per il secondo turno del Norgesmesterskapet 2014.
Il 30 maggio 2014, lo Stabæk ha comunicato sul proprio sito internet d'aver raggiunto un accordo per il trasferimento di Thorsby agli olandesi dell'Heerenveen. Perché il trasferimento potesse essere ratificato, Thorsby avrebbe dovuto raggiungere un accordo con la nuova squadra e avrebbe dovuto sostenere le visite mediche di rito. Nel frattempo, il 12 giugno è arrivata la prima rete nell'Eliteserien, nella sconfitta per 4-1 in casa del Viking.

#### Heerenveen
Il 20 giugno 2014, Thorsby ha firmato ufficialmente per l'Heerenveen. Ha giocato il primo incontro nell'Eredivisie in data 9 agosto, subentrando a Daley Sinkgraven nella sconfitta casalinga per 1-2 contro il Dordrecht.

#### Sampdoria
L'11 gennaio 2019, in scadenza di contratto con il club olandese, firma un quadriennale con la Sampdoria, con il trasferimento che sarà valido a partire dal luglio seguente.
Il debutto arriva dopo 11 giornate il 4 novembre nella vittoria esterna per 1-0 contro la SPAL, in cui ha giocato tutti i 90 minuti. Dopo quella partita inizia a trovare spazio nelle gerarchie della squadra, divenendo titolare a centrocampo al fianco di Albin Ekdal. Il 21 giugno 2020 trova il suo primo gol in maglia blucerchiata segnando il gol del 2-1 nella sconfitta esterna della Sampdoria contro l'Inter.
L'anno successivo viene confermato come titolare al fianco di Ekdal, andando in gol nel successo per 1-3 contro l'Atalanta.
Alla vigilia della stagione 2021/22 decide di cambiare il numero di maglia, passando dalla 18 alla 2 per sensibilizzare i tifosi in merito all'Accordo di Parigi. Termina la stagione disputando 35 partite (più 3 in Coppa Italia) e segnando 3 gol (più 1 in Coppa Italia).

#### Union Berlino
Come confermato dallo stesso calciatore durante un'intervista per Il Secolo XIX, nell'estate del 2022 Thorsby viene ufficialmente messo sul mercato dalla Sampdoria: decisione, quest'ultima, che il centrocampista norvegese ha accettato d'accordo con la società, seppur controvoglia, in seguito ai problemi finanziari dei blucerchiati. Così, il 19 luglio seguente, viene ufficializzato il passaggio del giocatore all'Union Berlin, in Bundesliga, per la cifra di 4 milioni di euro.

#### Genoa
Il 1º agosto 2023 Thorsby torna a Genova, ma stavolta dalla sponda rossoblù: viene infatti ufficializzato il suo trasferimento al Genoa, appena tornato in Serie A, in prestito con obbligo di riscatto in caso di salvezza. Esordisce con i rossoblu l'11 agosto nella sfida di Coppa Italia contro il Modena, vinta per 4-3. Il 28 settembre segna la sua prima rete , nel successo per 4-1 contro la Roma.

### Nazionale
Thorsby ha rappresentato le Nazionali Under-16, Under-17, Under-18, Under-19 e Under-21 della Norvegia. Il 25 agosto, è stato convocato per la prima volta dal commissario tecnico della formazione Under-21 Leif Gunnar Smerud in vista della partita di qualificazione al campionato europeo Under-21 2015 contro il Portogallo. Non era presente nel corso della sfida.
Il 31 ottobre 2017 ha ricevuto la prima convocazione da parte del commissario tecnico Lars Lagerbäck, in vista delle partite amichevoli che la Norvegia avrebbe disputato contro Macedonia e Slovacchia, previste rispettivamente per l'11 ed il 14 novembre successivi. L'11 novembre ha quindi effettuato il proprio esordio, subentrando a Martin Ødegaard nella sfida persa per 2-0 contro la selezione macedone.

## Statistiche

### Presenze e reti nei club
Statistiche aggiornate al 17 maggio 2025.
| Stagione          | Club              | Campionato        | Campionato | Campionato | Coppe nazionali | Coppe nazionali | Coppe nazionali | Coppe continentali | Coppe continentali | Coppe continentali | Supercoppe | Supercoppe | Supercoppe | Totale | Totale |
| Stagione          | Club              | Comp              | Pres       | Reti       | Comp            | Pres            | Reti            | Comp               | Pres               | Reti               | Comp       | Pres       | Reti       | Pres   | Reti   |
| ----------------- | ----------------- | ----------------- | ---------- | ---------- | --------------- | --------------- | --------------- | ------------------ | ------------------ | ------------------ | ---------- | ---------- | ---------- | ------ | ------ |
| 2013              | Stabæk            | 1D                | 4          | 0          | CN              | 0               | 0               | -                  | -                  | -                  | -          | -          | -          | 4      | 0      |
| gen.-lug. 2014    | Stabæk            | ES                | 10         | 1          | CN              | 3               | 1               | -                  | -                  | -                  | -          | -          | -          | 13     | 2      |
| Totale Stabæk     | Totale Stabæk     | Totale Stabæk     | 14         | 1          |                 | 3               | 1               |                    | -                  | -                  |            | -          | -          | 17     | 2      |
| 2014-2015         | Heerenveen        | ED                | 16+1       | 0          | CO              | 1               | 1               | -                  | -                  | -                  | -          | -          | -          | 18     | 1      |
| 2015-2016         | Heerenveen        | ED                | 25         | 1          | CO              | 2               | 0               | -                  | -                  | -                  | -          | -          | -          | 27     | 1      |
| 2016-2017         | Heerenveen        | ED                | 23+2       | 0          | CO              | 3               | 0               | -                  | -                  | -                  | -          | -          | -          | 28     | 0      |
| 2017-2018         | Heerenveen        | ED                | 31+2       | 6          | CO              | 2               | 0               | -                  | -                  | -                  | -          | -          | -          | 35     | 6      |
| 2018-2019         | Heerenveen        | ED                | 20         | 5          | CO              | 2               | 0               | -                  | -                  | -                  | -          | -          | -          | 22     | 5      |
| Totale Heerenveen | Totale Heerenveen | Totale Heerenveen | 120        | 12         |                 | 10              | 1               |                    | -                  | -                  |            | -          | -          | 130    | 13     |
| 2019-2020         | Sampdoria         | A                 | 24         | 1          | CI              | 1               | 0               | -                  | -                  | -                  | -          | -          | -          | 25     | 1      |
| 2020-2021         | Sampdoria         | A                 | 33         | 3          | CI              | 2               | 0               | -                  | -                  | -                  | -          | -          | -          | 35     | 3      |
| 2021-2022         | Sampdoria         | A                 | 35         | 3          | CI              | 3               | 1               | -                  | -                  | -                  | -          | -          | -          | 38     | 4      |
| Totale Sampdoria  | Totale Sampdoria  | Totale Sampdoria  | 92         | 7          |                 | 6               | 1               |                    | -                  | -                  |            | -          | -          | 98     | 8      |
| 2022-2023         | Union Berlino     | BL                | 24         | 1          | CG              | 2               | 0               | UEL                | 8                  | 0                  | -          | -          | -          | 34     | 1      |
| 2023-2024         | Genoa             | A                 | 24         | 2          | CI              | 3               | 0               | -                  | -                  | -                  | -          | -          | -          | 27     | 2      |
| 2024-2025         | Genoa             | A                 | 30         | 0          | CI              | 2               | 0               | -                  | -                  | -                  | -          | -          | -          | 32     | 0      |
| Totale Genoa      | Totale Genoa      | Totale Genoa      | 54         | 2          |                 | 5               | 0               |                    | -                  | -                  | -          | -          | -          | 59     | 2      |
| Totale carriera   | Totale carriera   | Totale carriera   | 305        | 23         |                 | 23              | 3               |                    | 8                  | 0                  |            | -          | -          | 336    | 26     |

### Cronologia presenze e reti in nazionale
| Cronologia completa delle presenze e delle reti in nazionale ― Norvegia | Cronologia completa delle presenze e delle reti in nazionale ― Norvegia | Cronologia completa delle presenze e delle reti in nazionale ― Norvegia | Cronologia completa delle presenze e delle reti in nazionale ― Norvegia | Cronologia completa delle presenze e delle reti in nazionale ― Norvegia | Cronologia completa delle presenze e delle reti in nazionale ― Norvegia | Cronologia completa delle presenze e delle reti in nazionale ― Norvegia | Cronologia completa delle presenze e delle reti in nazionale ― Norvegia |
| Data                                                                    | Città                                                                   | In casa                                                                 | Risultato                                                               | Ospiti                                                                  | Competizione                                                            | Reti                                                                    | Note                                                                    |
| ----------------------------------------------------------------------- | ----------------------------------------------------------------------- | ----------------------------------------------------------------------- | ----------------------------------------------------------------------- | ----------------------------------------------------------------------- | ----------------------------------------------------------------------- | ----------------------------------------------------------------------- | ----------------------------------------------------------------------- |
| 11-11-2017                                                              | Skopje                                                                  | Macedonia                                                               | 2 – 0                                                                   | Norvegia                                                                | Amichevole                                                              | -                                                                       | 69’                                                                     |
| 4-9-2020                                                                | Oslo                                                                    | Norvegia                                                                | 1 – 2                                                                   | Austria                                                                 | UEFA Nations League 2020-2021 - 1º turno                                | -                                                                       | 60’                                                                     |
| 8-10-2020                                                               | Oslo                                                                    | Norvegia                                                                | 1 – 2 dts                                                               | Serbia                                                                  | Qual. Euro 2020                                                         | -                                                                       | 116’                                                                    |
| 27-3-2021                                                               | Malaga                                                                  | Norvegia                                                                | 0 – 3                                                                   | Turchia                                                                 | Qual. Mondiali 2022                                                     | -                                                                       | 83’                                                                     |
| 30-3-2021                                                               | Podgorica                                                               | Montenegro                                                              | 0 – 1                                                                   | Norvegia                                                                | Qual. Mondiali 2022                                                     | -                                                                       |                                                                         |
| 2-6-2021                                                                | Malaga                                                                  | Norvegia                                                                | 1 – 0                                                                   | Lussemburgo                                                             | Amichevole                                                              | -                                                                       | 59’ 65’                                                                 |
| 6-6-2021                                                                | Malaga                                                                  | Norvegia                                                                | 1 – 2                                                                   | Grecia                                                                  | Amichevole                                                              | -                                                                       | 46’                                                                     |
| 1-9-2021                                                                | Oslo                                                                    | Norvegia                                                                | 1 – 1                                                                   | Paesi Bassi                                                             | Qual. Mondiali 2022                                                     | -                                                                       | 43’                                                                     |
| 4-9-2021                                                                | Riga                                                                    | Lettonia                                                                | 0 – 2                                                                   | Norvegia                                                                | Qual. Mondiali 2022                                                     | -                                                                       |                                                                         |
| 8-10-2021                                                               | Istanbul                                                                | Turchia                                                                 | 1 – 1                                                                   | Norvegia                                                                | Qual. Mondiali 2022                                                     | -                                                                       | 65’                                                                     |
| 13-11-2021                                                              | Oslo                                                                    | Norvegia                                                                | 0 – 0                                                                   | Lettonia                                                                | Qual. Mondiali 2022                                                     | -                                                                       | 22’ 46’                                                                 |
| 16-11-2021                                                              | Rotterdam                                                               | Paesi Bassi                                                             | 2 – 0                                                                   | Norvegia                                                                | Qual. Mondiali 2022                                                     | -                                                                       | 39’ 46’                                                                 |
| 2-6-2022                                                                | Belgrado                                                                | Serbia                                                                  | 0 – 1                                                                   | Norvegia                                                                | UEFA Nations League 2022-2023 - 1º turno                                | -                                                                       | 67’                                                                     |
| 5-6-2022                                                                | Solna                                                                   | Svezia                                                                  | 1 – 2                                                                   | Norvegia                                                                | UEFA Nations League 2022-2023 - 1º turno                                | -                                                                       | 61’                                                                     |
| 12-6-2022                                                               | Oslo                                                                    | Norvegia                                                                | 3 – 2                                                                   | Svezia                                                                  | UEFA Nations League 2022-2023 - 1º turno                                | -                                                                       | 66’                                                                     |
| 24-9-2022                                                               | Lubiana                                                                 | Slovenia                                                                | 2 – 1                                                                   | Norvegia                                                                | UEFA Nations League 2022-2023 - 1º turno                                | -                                                                       | 61’ 72’                                                                 |
| 17-11-2022                                                              | Dublino                                                                 | Irlanda                                                                 | 1 – 2                                                                   | Norvegia                                                                | Amichevole                                                              | -                                                                       | 74’                                                                     |
| 5-6-2024                                                                | Oslo                                                                    | Norvegia                                                                | 3 – 0                                                                   | Kosovo                                                                  | Amichevole                                                              | -                                                                       | 46’                                                                     |
| 8-6-2024                                                                | Brøndbyvester                                                           | Danimarca                                                               | 3 – 1                                                                   | Norvegia                                                                | Amichevole                                                              | -                                                                       | 75’                                                                     |
| 9-9-2024                                                                | Oslo                                                                    | Norvegia                                                                | 2 – 1                                                                   | Austria                                                                 | UEFA Nations League 2024-2025 - 1º turno                                | -                                                                       | 46’                                                                     |
| 10-10-2024                                                              | Oslo                                                                    | Norvegia                                                                | 3 – 0                                                                   | Slovenia                                                                | UEFA Nations League 2024-2025 - 1º turno                                | -                                                                       | 75’                                                                     |
| 13-10-2024                                                              | Linz                                                                    | Austria                                                                 | 5 – 1                                                                   | Norvegia                                                                | UEFA Nations League 2024-2025 - 1º turno                                | -                                                                       | 63’                                                                     |
| 14-11-2024                                                              | Lubiana                                                                 | Slovenia                                                                | 1 – 4                                                                   | Norvegia                                                                | UEFA Nations League 2024-2025 - 1º turno                                | -                                                                       | 46’                                                                     |
| 17-11-2024                                                              | Oslo                                                                    | Norvegia                                                                | 5 – 0                                                                   | Kazakistan                                                              | UEFA Nations League 2024-2025 - 1º turno                                | -                                                                       |                                                                         |
| 6-6-2025                                                                | Oslo                                                                    | Norvegia                                                                | 3 – 0                                                                   | Italia                                                                  | Qual. Mondiali 2026                                                     | -                                                                       | 38’ 46’                                                                 |
| 9-6-2025                                                                | Tallinn                                                                 | Estonia                                                                 | 0 – 1                                                                   | Norvegia                                                                | Qual. Mondiali 2026                                                     | -                                                                       | 46’                                                                     |
| Totale                                                                  |                                                                         | Presenze                                                                | 26                                                                      |                                                                         | Reti                                                                    | 0                                                                       |                                                                         |